# Robert Richards (Ruderer)
Robert Richards (* 22. September 1971 in Ballarat) ist ein ehemaliger australischer Leichtgewichts-Ruderer, der eine olympische Silbermedaille gewann. 
Richards gewann bei den Weltmeisterschaften 1997 mit dem Leichtgewichts-Achter den Titel auf dem Lac d’Aiguebelette in Frankreich. Ab 1998 ruderte er im Leichtgewichts-Vierer ohne Steuermann. Bei den Weltmeisterschaften 1998 gewann das Boot mit Darren Balmforth, Simon Burgess, Anthony Edwards und Robert Richards die Bronzemedaille hinter den Booten aus Dänemark und Frankreich. 1999 belegte der australische Vierer in der gleichen Besetzung den zweiten Platz hinter den Dänen und vor den Franzosen. Auch bei den Olympischen Spielen 2000 in Sydney trat der australische Vierer in der gleichen Besetzung an, es siegten die Franzosen vor den Australiern und den Dänen.
Der mit 1,86 m für einen Leichtgewichts-Ruderer recht groß gewachsene Richards ruderte für den Wendouree Ballarat RC.